# Ludgero di Münster
Ludgero di Münster, Liudger in tedesco (Utrecht, verso il 742 – Billerbeck, 26 marzo 809), fu un missionario, fondatore dell'Abbazia di Werden, di cui divenne abate, e di quella di Helmstedt e fu anche fondatore e primo vescovo della diocesi di Münster; è venerato come santo dalla Chiesa cattolica e dalle Chiese riformate che ammettono il culto dei santi.
Era figlio di genitori cristiani (Thiadgrim e Liafburg) e membro di una stimata e molto ramificata dinastia di nobili della Frisia.

## Biografia

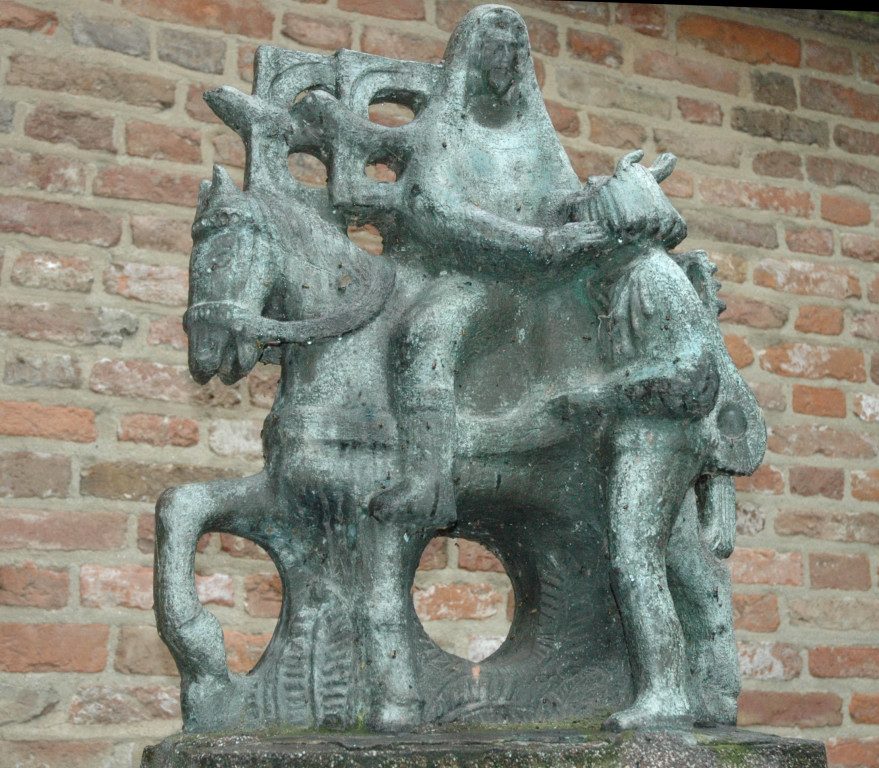
L'incontro di Ludgero con Bernlef a Lochem (Gheldria, Paesi Bassi).

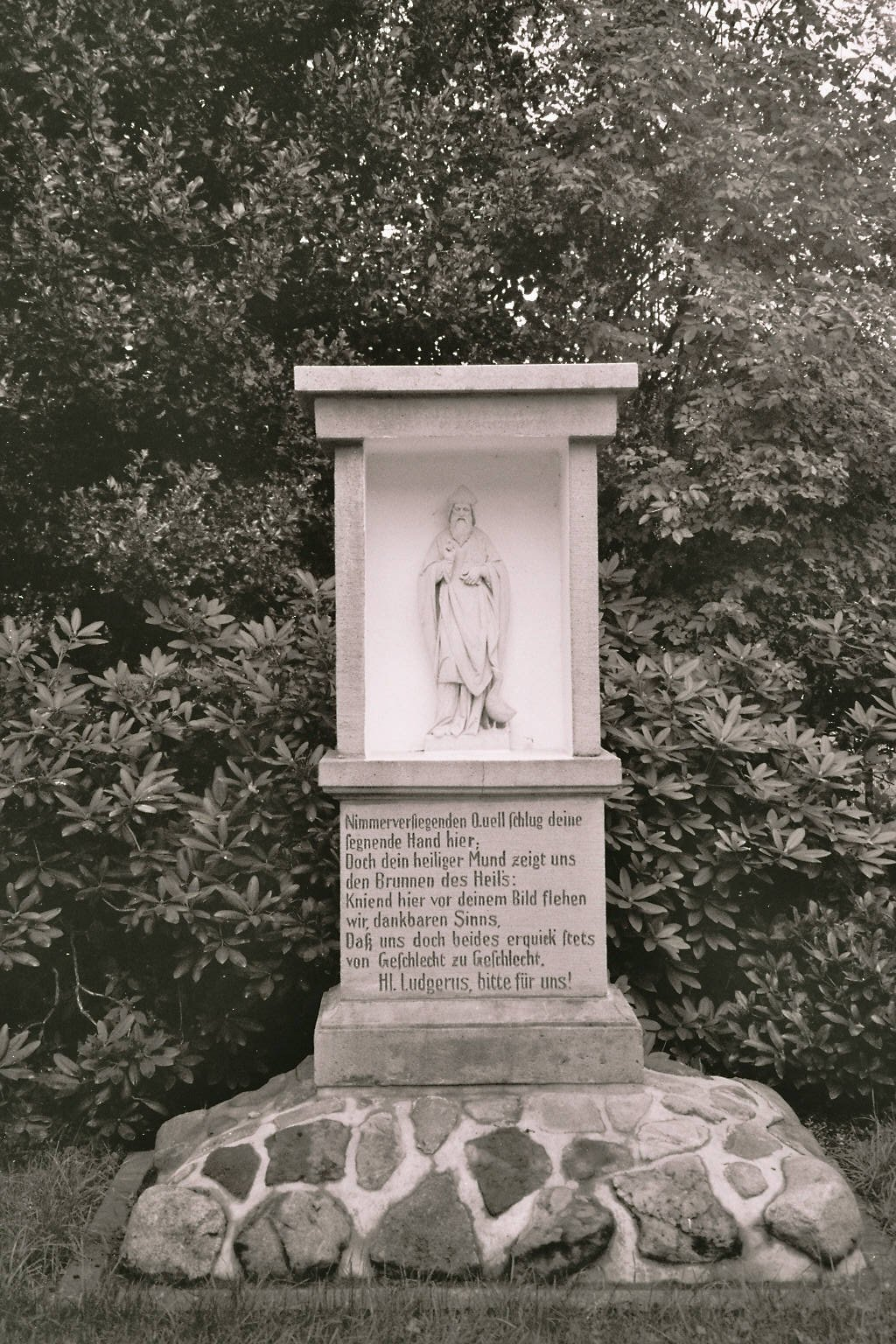
Edicola con la statua di Ludgero presso Haltern am See e l'oca che lo accompagna.

Del missionario frisone e fondatore di abbazie riferiscono innanzitutto le agiografie su Ludgero (Ludgerus) (Fra le varie: Vita sancti Liudgeri di Altfrid,  Vita Liudgeri secunda, Vita tertia), quindi i primi documenti dell'Abbazia di Werden, come le successive copie, di scrittori medievali e dell'inizio dell'epoca moderna, che tuttavia non aggiungono nulla a quanto sappiamo dalle prime fonti.

### Formazione
Fin da piccolo era votato ad una vita spirituale e lo troviamo fra il 756 ed il 767 studente presso la scuola del Duomo di Utrecht (Martinsstift). Il missionario Gregorio di Utrecht († 775), come insegnante teologico di base, gli trasmise le discipline delle cosiddette sette arti liberali. Per completare i suoi studi Ludgero si recò a York, presso la locale scuola del Duomo, tenuta dall'erudito Alcuino. Colà l'arcivescovo di York, Etelberto, lo consacrò nello stesso anno diacono. Dopo un soggiorno ad Utrecht fra il 768 ed il 769, egli tornò in Inghilterra ove si trattenne fino al 772. I conflitti fra Angli e Frisoni lo costrinsero a rientrare ad Utrecht, che lasciò nuovamente dopo la morte del suo maestro Gregorio. In ricordo del tempo trascorso ad Utrecht, subito dopo il decesso di san Gregorio, ne scrisse la biografia: Vita Gregorii.

### Attività missionaria
Ludgero svolse la sua prima attività missionaria a Deventer, ove egli eresse una nuova chiesa (775 - 776) sulla tomba del primo missionario frisone, san Livino († 775). Nel 776 iniziò, dopo la sua ordinazione sacerdotale, che ebbe luogo a Colonia il 7 luglio 777, con la missione in Frisia orientale, promossa dal vescovo di Utrecht, Alberico, che fu tuttavia interrotta dall'insurrezione sassone di Vitichindo (784). Ludgero allora intraprese un pellegrinaggio a Roma (784) ed a Montecassino (784/785 - 787). Dopo il suo rientro in Frisia fu incaricato da Carlo Magno di condurre una missione nella parte centrale della Frisia (787) e gli venne anche affidata la direzione del convento di San Pietro a Lothusa (Leuze). Nel periodo della sua missione in Frisia ebbe luogo il viaggio di Ludgero nell'arcipelago delle Helgoland (verso il 791). Le rivolte della Sassonia e della Frisia del 792 furono forse l'occasione per Carlo Magno di inviare Ludgero in missione in Sassonia. In quel periodo (793) nacque, per opera di Ludgero, una diocesi missionaria presso Münster, con il suo capitolo ed un esteso sistema di parrocchie. A Nottuln Ludgero fece erigere una chiesa ed egli deve anche aver promosso la fondazione di una comunità monacale.

### Fondazione di abbazie e diocesi

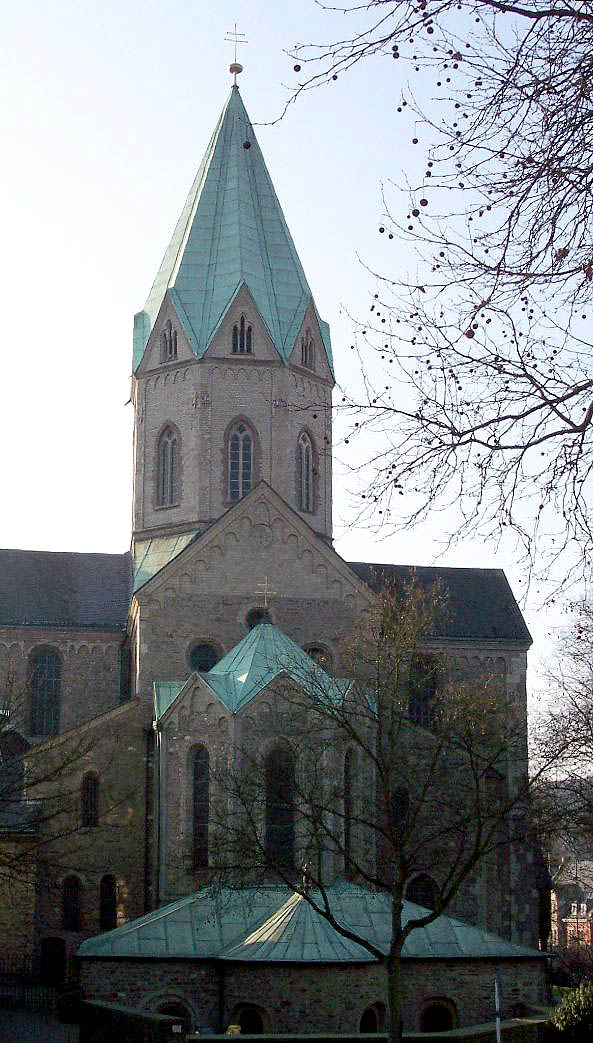
Basilica di san Ludgero ad Essen-Werden. La tomba del santo si trova nella cripta in primo piano

I progetti di Ludgero, di fondare egli stesso comunità monastiche, dovrebbero aver avuto slancio in quel periodo. I primi tentativi di fondare abbazie a Wierum, Wichmond e sul fiume Erft fallirono, ma quello di Werden an der Ruhr ebbe successo. Questa era stata da lungo tempo pianificata da Ludgero, che fin dal 796 provvedeva al sistematico acquisto di beni. Verso l'800 egli fondò finalmente il suo convento proprietario, su terreno acquistato nel 799. Frattanto l'allestimento della nuova diocesi di Münster andava avanti: il 30 marzo 805 Ludgero veniva consacrato vescovo di Münster dall'arcivescovo di Colonia Ildeboldo di Colonia e la diocesi evidentemente fu annessa alla provincia ecclesiastica di Colonia.
Gli ultimi anni prima del suo decesso viaggiò molte volte per la sua diocesi e durante uno di questi viaggi, il 26 marzo 809, a Billerbeck, morì. Egli proveniva da Coesfeld, dove aveva predicato per l'ultima volta, e sulla via per Billerbeck benedisse ancora una volta il territorio di Münster: il luogo ove ciò avvenne ha oggi il nome di Ludgerirast (sosta di Ludgero). A Billerbeck celebrò ancora il giorno della Passione dell'809, dicendo per l'ultima volta Messa e la notte seguente morì circondato dai confratelli nel luogo ove si eleva ora la torre sud della chiesa parrocchiale di San Ludgero a Billerbeck.
La salma fu portata nella sede vescovile a Münster per la sua esposizione ai fedeli. Un mese più tardi essa fu traslata a Werden, deposta ad est della chiesa abbaziale il 28 aprile e, secondo le sue ultime volontà, interrata sotto un albero. Nell'813 sul luogo della sua inumazione (locus arboris) fu eretta una cripta.
A differenza di attività missionarie costrittive, effettuate talvolta con ferro e fuoco, che, ad esempio, furono applicati con successo da Carlo Magno, lo stile di Ludgero nella sua attività missionaria fu amichevole. Mentre nei territori di missione conquistati da Carlo Magno il più delle volte era sufficiente convincere i principi che vi regnavano, Ludgero svolse attività missionaria nella Sassonia occidentale, oggi Vestfalia occidentale, un territorio ove esistevano innumerevoli stirpi fra loro indipendenti. Attraverso un lavoro di convincimento e di predicazione egli convertì al cristianesimo il territorio senza adottare metodi coercitivi. Egli evitò le trattative di guerra, rientrando nei nuovi territori ben presto dopo i saccheggi. Alla fine delle guerre di Sassonia egli accompagnò una sola volta, nel 798, Carlo Magno nella sua campagna militare a Minden.

### La ricognizione delle reliquie nel 2007/2008
A causa della processione annuale e dei colpi e scossoni che ne conseguono alle reliquie, sorsero preoccupazioni sullo stato delle medesime, anche per le accertate azioni corrosive all'interno della bara zincata. Per questi motivi il vescovo di Essen di allora, Felix Genn, decise nell'estate del 2007 di far aprire la bara del santo per accertarne lo stato di conservazione.
A questo scopo il 30 ottobre di quell'anno la cassa in zinco fu trasportata nella chiesa abbaziale della casa madre delle Suore della Misericordia di santa Elisabetta a Werden. Qui, il giorno successivo, essa fu aperta in presenza del vescovo Genn, di esperti tecnici e restauratori. Fino al maggio 2008 le reliquie ed i resti dello scheletro furono esaminati, documentati gli atti delle precedenti aperture, la cassa in zinco fu sostituita da una nuova in acciaio inossidabile e posta nuovamente nella cripta.
L'esame antropologico della situazione delle reliquie, rivelò il sostanziale buono stato dello scheletro. Si tratta dello scheletro di un uomo di oltre 60 anni, forse persino 65, di 1,82 m di altezza e di costituzione gracile, che presumibilmente era destro. I denti erano in uno stato migliore di quello che ci si può aspettare da una persona di quell'età biologica, tuttavia a destra più usurati che a sinistra, il che può essere spiegato facilmente con la perdita di un dente nella parte sinistra della mascella superiore durante la vita.
Non sono stati notati cambiamenti degenerativi nello scheletro, così che si può pensare ad una persona di elevato livello sociale. L'età del decesso come anche il livello sociale coincidono con quelli noti di Ludgero, cosicché grazie alla venerazione ininterrotta nei secoli è garantita l'autenticità della reliquia.

## Culto

### Il culto a Werden

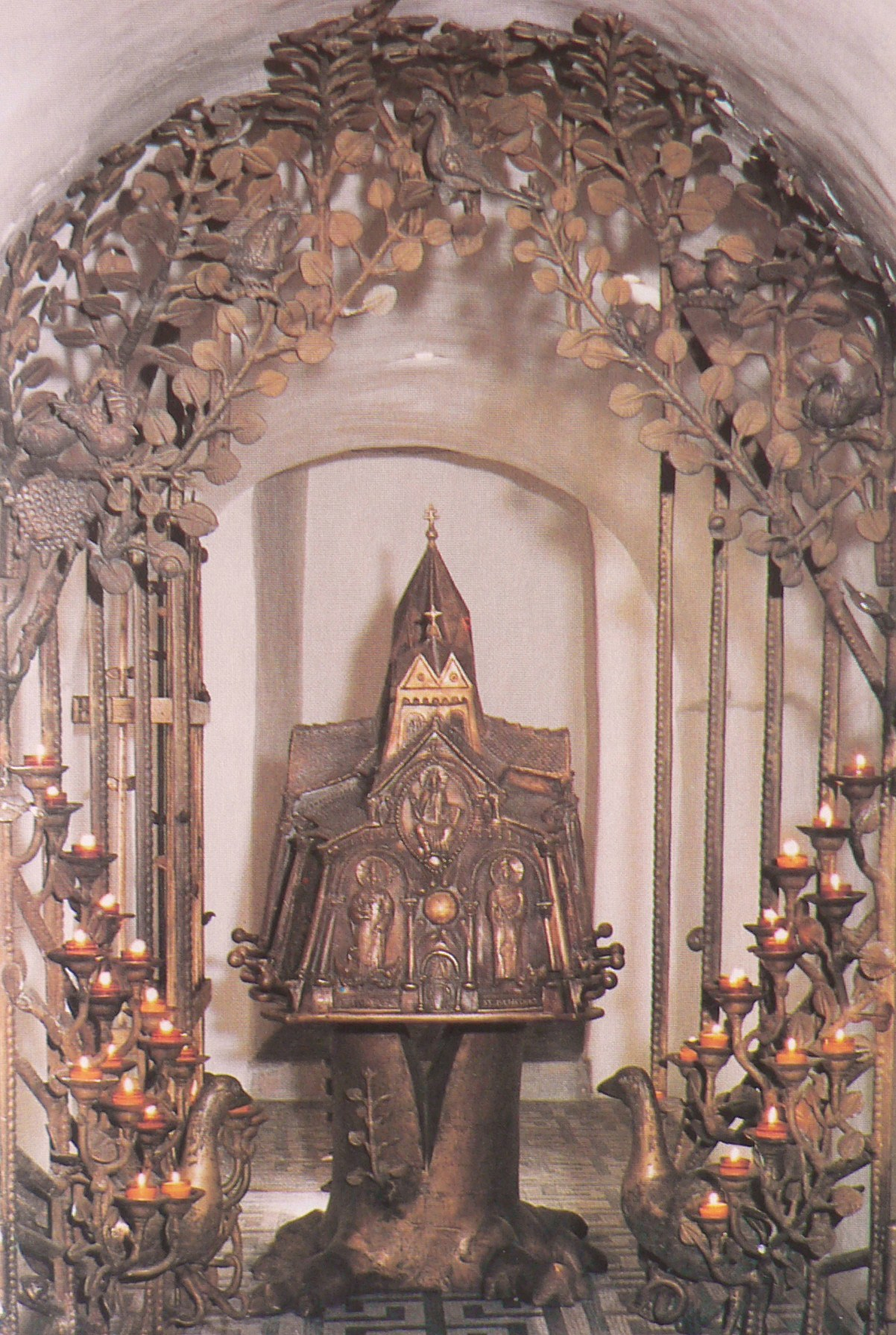
La cripta con la teca di San Ludgero

La tomba del santo è meta fin dal medioevo di pellegrinaggi. Dal 1128 i resti mortali di Ludgero vengono portati una volta l'anno in processione a Werden. La processione fu iniziata dall'abate Bernardo in ringraziamento del sereno giunto dopo un lungo periodo di maltempo.
Dal XIII secolo essa ha luogo la prima domenica di settembre. Le usanze liturgiche della processione furono raccolte in un libretto per pellegrini a Werden nel 1910.

### Il libretto di Münster sui miracoli di Ludgero

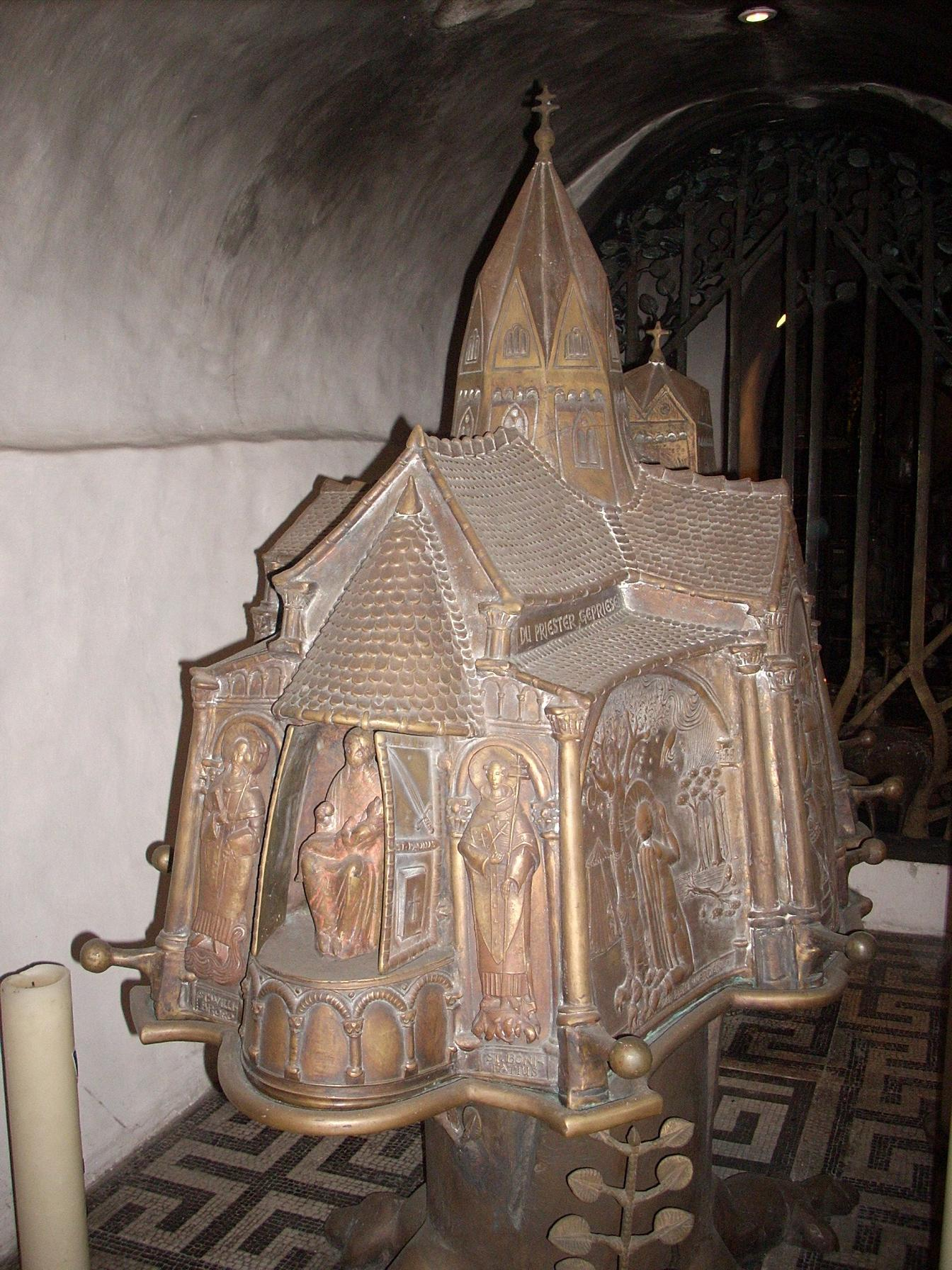
Teca di Ludgero dalla parte dell'abside.

Il culto di Ludgero era vario ma non particolarmente in vista. I miracoli da lui compiuti sono descritti in parte nella Vita Liudgeri e sono anche raccolti nel libretto di Münster.
Così fra gli altri una giovane cieca di Balve nell'864 avrebbe riacquistato la vista sulla tomba di Ludgero nella cripta della Basilica dell'abbazia di Werden.
Presso il Duomo di San Paolo a Münster e della cappella nella Chiesa di Maria (Ludgerusturm), nella parte meridionale della città, fu eretta dai vescovi di Münster Ludovico di Wippra (vescovo dal 1169 al 1173) ed Ermanno II di Katzenelnbogen (vescovo dal 1174 al 1203) la chiesa di San Ludgero, un punto di riferimento per il culto del santo.

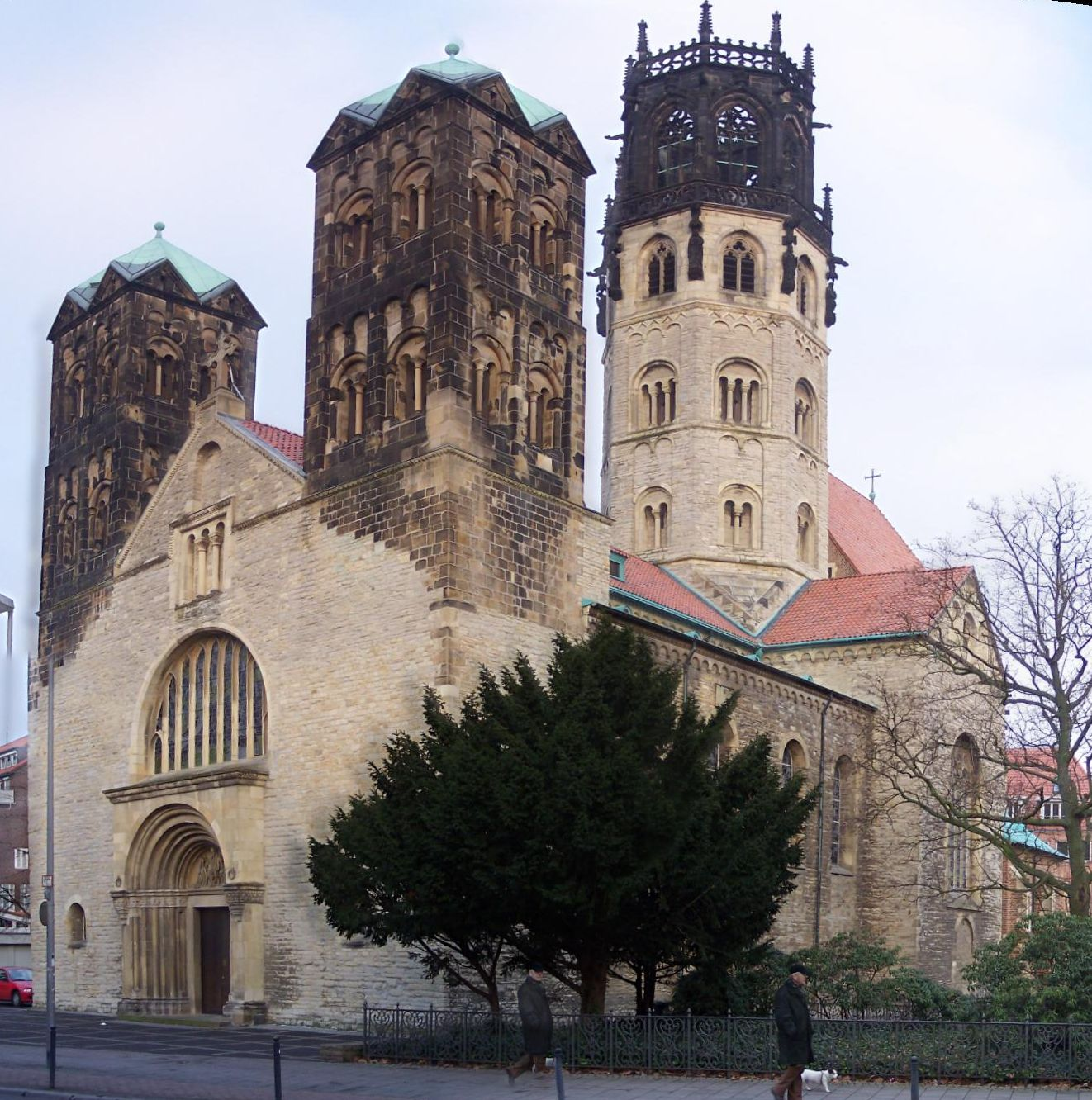
La chiesa di San Ludgero a Münster

Il Libellus Monasteriensis de miraculis sancti Liudgeri (Libretto di Münster sui miracoli di san Ludger), composto dai primi preti di questa chiesa verso il 1170, descrive il culto intorno ad una croce miracolosa con le reliquie del santo.
Il libretto, redatto in un latino semplice ma talvolta incomprensibile, imposto dalla germanizzazione e seguente direttamente il tramandarsi della Vita Liudgeri tertia, descrive in 17 capitoli principalmente i miracoli attribuiti a Ludgero, che hanno a che fare solo con guarigioni da malattie. Le affezioni agli occhi sono in primo piano, seguono le malattie agli arti inferiori, ma vengono anche illustrate guarigioni di malattie mentali. Persino la scomparsa di un giovane uomo può venir ritrovato con l'aiuto di Dio e del suo santo Ludgero. Il modello di guarigione è sempre lo stesso: la guarigione si verifica sempre dopo un'invocazione a san Ludgero e la promessa di recarsi a Münster e qui alla croce miracolosa, recando un'offerta: niente guarigione senza contropartita.
Quasi sempre la veridicità della guarigione è sottolineata da citazioni di testimoni, anch'essi postulanti la propria guarigione, così che è messa in luce la testimonianza dell'intervento divino. 
Verso l'800 vi fu nella zona di Münster la grossa piaga dell'invasione di oche cinerine (selvatiche) e Ludgero le avrebbe costrette a ritirarsi. Si verificò però ancora un periodo di siccità, così egli, oltre ad aver provveduto alle oche, deve aver raspato con i piedi per terra fino a far sgorgare l'acqua e costruire sul posto una fontana. Il santo viene quindi spesso rappresentato con accanto un'oca. Il culto di Ludgero anche nella chiesa a lui dedicata non va sopravvalutato e già dalla fine del XII secolo ed anche i pellegrinaggi in Münster e dintorni furono posti in ombra da quelli più importanti verso Santiago di Compostela. Al dimostrato disinteresse per il culto di Ludgero nel tardo medioevo corrisponde il fatto che da quel tempo non sono più state tramandate testimonianze sul culto del santo missionario ed in particolare manca ogni segnalazione sulla croce con le reliquie del santo.

### Memoria liturgica
La memoria liturgica di san Ludgero cade il 26 marzo.

### Patrocini: luoghi ed edifici che ne portano il nome

#### Architetture religiose
- chiesa parrocchiale cattolica di San Ludgero ad Albachten, un quartiere nella parte sud-occidentale di Münster
- chiesa parrocchiale cattolica di San Ludgero ad Albersloh, quartiere di Sendenhorst
- chiesa evangelica di San Ludgero ad Alleringersleben
- chiesa parrocchiale cattolica di San Ludgero ad Alme, quartiere di Brilon
- chiesa parrocchiale cattolica di San Ludgero ad Altschermbeck, quartiere di Schermbeck
- chiesa cattolica di San Ludgero ad Aurich
- santuario di San Ludgero a Billerbeck
- seminario vescovile di San Ludgero a Bochum
- chiesa cattolica di San Ludgero a Bokeloh, quartiere di Meppen
- chiesa cattolica di San Ludgero a Fuhlenbrock (Bottrop)
- chiesa cattolica di San Ludgero ad Anna-Katharina (Coesfeld)
- chiesa cattolica dei Santi Ludgero ed Agata a Lückenbach (Dümpelfeld)
- chiesa cattolica di San Ludgero a Bilk (Düsseldorf
- chiesa parrocchiale cattolica di San Ludgero a Duisburg-Neudorf
- chiesa cattolica di San Ludgero a Rheinhausen
- chiesa parrocchiale cattolica di San Ludgero ad Elte, quartiere di Rheine
- chiesa parrocchiale cattolica di San Ludgero ad Ennigerloh
- chiesa cattolica di San Ludgero a Essen-Werden, già chiesa abbaziale oggi basilica minore e chiesa della con la tomba del santo
- chiesa cattolica di San Ludgero ad Essen-Rüttenscheid

- chiesa abbaziale dell'Abbazia di Sankt Ludger ad Helmstedt
- chiesa cattolica di San Ludgero a Buer
- chiesa parrocchiale cattolica di San Ludgero ad Heek
- chiesa parrocchiale cattolica di San Ludgero ad Heiligenhaus
- Abbazia di Sankt Ludger ad Helmstedt
- St. Ludgerus in Herten-Scherlebeck
- chiesa di san Ludgero ad Holtgaste (Frisia orientale)
- chiesa parrocchiale cattolica di San Ludgero a Lüdinghausen
- abbazia di San Ludgero a Münster
- chiesa di san Ludgero a Norden
- chiesa di san Ludgero sull'isola di Norderney
- chiesa di san Ludgero a Klausheide, ex comune indipendente ora quartiere di Nordhorn
- chiesa cattolica di San Ludgero a Rheine, quartiere di Schotthock
- chiesa di san Ludgero a Schapen
- chiesa di san Ludgero a Schermbeck
- chiesa di san Ludgero a Selm
- chiesa di san Ludgero a Walsum
- chiesa di san Ludgero a Weseke, quartiere di Borken
- chiesa di san Ludgero a Wolfsburg-Ehmen
- chiesa cattolica di San Ludgero a Wuppertal-Vohwinkel
- cappella di san Ludgero nella Überwasserkirche di Münster[2]

#### Ulteriori istituzioni in memoria
- scuola elementare ad Albersloh, quartiere di Sendenhorst
- scuola media ad Altenberge
- scuola elementare cattolica in Billerbeck
- scuola elementare cattolica in Bocholt
- scuola elementare in Buldern
- scuola elementare in Coesfeld
- scuola tecnica secondaria a Emsbüren
- scuola elementare ad Essen-Werden
- scuola elementare St. Ludgeri ad Helmstedt

- scuola tecnica secondaria a Löningen
- scuola elementare cattolica a Lüdinghausen
- kindergarten St. Ludger a Lüdinghausen
- piazza Ludgero a Münster
- Collegium Ludgerianum (ex convitto) a Münster
- scuola di san Ludgero a Rhede
- scuola elementare a Selm
- scuola elementare cattolica a Mettingen

### Associazioni e comunità
Nell'abbazia di Werden è attiva una comunità di san Ludgero, comunità di diritto diocesano e di fratellanza nel nome di Ludgero. Vi sono poi altre associazioni a Billerbeck ed a Helmstedt.